# Caustogryllacris
Caustogryllacris is een geslacht van rechtvleugeligen uit de familie Gryllacrididae. De wetenschappelijke naam van dit geslacht is voor het eerst geldig gepubliceerd in 1937 door Karny.

## Soorten
Het geslacht Caustogryllacris omvat de volgende soorten:
- Caustogryllacris beccarii Griffini, 1908
- Caustogryllacris genualis Walker, 1869
- Caustogryllacris griffinii Karny, 1923
- Caustogryllacris hebardi Karny, 1937
- Caustogryllacris kuthyi Griffini, 1909
- Caustogryllacris modiglianii Griffini, 1908
- Caustogryllacris nigrita Hebard, 1922
- Caustogryllacris nigrivertex Karny, 1926
- Caustogryllacris palabuana Karny, 1924
- Caustogryllacris podocausta Haan, 1842
- Caustogryllacris variopicta Karny, 1937
- Caustogryllacris xanthocnemis Karny, 1937
- Caustogryllacris xantusi Griffini, 1909